# لمياء قاسمي
لمياء قاسمي (5 نوفمبر 1978-)، إعلامية جزائرية ولدت في الجزائر العاصمة. لها العديد من الأبحاث حول تاريخ الثورة الجزائرية.

## حياتها
حاصلة على شهادة ليسانس في الإعلام من جامعة الجزائر، سنة 2000. عملت في العديد من الجرائد الجزائرية، ومراسلة للعديد من المجلات العربية.
حاليًا، هي مديرة شركة الرؤية للإعلام والصحافة، كما تدير وتشرف على الموقع الخاص بالشركة، والذي يهتم بالثقافة والسياحة والتراث في الجزائر. أنتجت أفلامًا وثائقيةً عن تاريخ الثورة الجزائرية:
- ديسمبر 1960 سنة 2007
- معركة الجزائر، وهي حكاية فيلم حكاية شعب 2008
- فدائيات 2009

ألفت كتابين، بنات الرسول 2007، وخير نساء العالمين 2009